# Kub (missile)
Il 2K12 Kub (in cirillico: 2K12 Куб; codice NATO: SA-6 Gainful), è un sistema missilistico a medio raggio, di fabbricazione sovietica, sviluppato nei primi anni '60 ed entrato in servizio nel 1967 presso l'esercito sovietico.
Progettato per neutralizzare bersagli aerodinamici in volo a distanze fino a 24 km, è armato di 3 missili collocati su una rampa di lancio trinata a sua volta posta sullo scafo cingolato del semovente Shilka. Sviluppato in segreto, è stato notato per la prima volta nel corso della Guerra del Kippur, conflitto nel quale ha ricevuto il battesimo del fuoco. L'ultimo abbattimento documentato del Kub, fu quello del Lockheed Martin F-16 pilotato dal capitano dell'USAF Scott O'Grady avvenuto nei cieli della ex-Jugoslavia nel 1995.
Costantemente aggiornato nel corso della sua vita operativa, ne sono state sviluppate numerose varianti tra cui la Kub-M4, la più recente in ordine cronologico. Ha riscosso un notevole successo commerciale nei paesi dell'ex-blocco sovietico nonché del continente africano ed in Medio Oriente.
Il sistema, progressivamente sostituito dal più moderno Buk a partire dagli anni Ottanta, nel 2021 risultava in servizio attivo in numerose forze armate nel mondo.

## Composizione
Una batteria standard del sistema Kub conta i seguenti elementi:
- 4 veicoli di lancio, armati di 3 missili ciascuno
- 1 radar di scoperta e tracciamento Straight Flush
- 2 veicoli per il trasporto munizioni

## Versioni
- 2K12 Kub
- 2K12M Kub-M
- 2K12M1 Kub-M1
- 2K12M3 Kub-M3
- 2K12M4 Kub-M4

## Utilizzatori

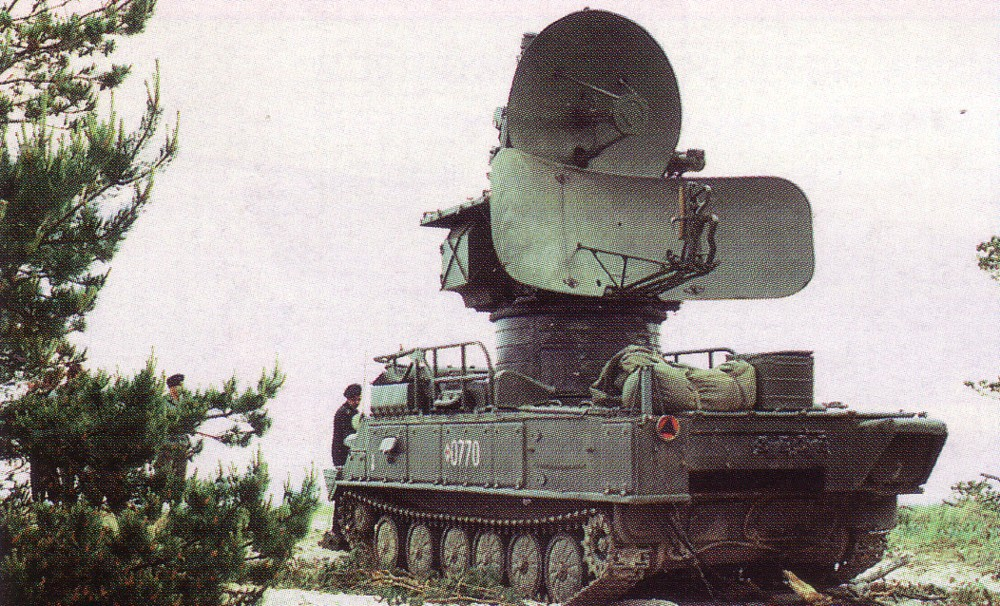
il veicolo cingolato con radar di tiro Straight Flush, presente in un esemplare per batteria: notare la doppia antenna, quella parabolica per l'illuminazione del bersaglio e sotto, quella di ricerca

### Attuali
- Algeria 12
- Bulgaria 24
- Bosnia ed Erzegovina 45
- Ciad 34
- Cuba 58
- Rep. Ceca 10
- Egitto 43
- Ungheria 65
- India 200
- Iran 90
- Libia 27
- Birmania 14
- Mozambico 5
- Corea del Nord 13
- Polonia 23
- Romania 51
- Slovacchia 24
- Serbia 23
- Siria 65
- Vietnam 49
- Yemen 1

### Passati
- Cecoslovacchia
- Iraq
- Russia
- Unione Sovietica
- Jugoslavia